# Andrew Brace
 (septembre 2023).
Si vous disposez d'ouvrages ou d'articles de référence ou si vous connaissez des sites web de qualité traitant du thème abordé ici, merci de compléter l'article en donnant les références utiles à sa vérifiabilité et en les liant à la section « Notes et références ».
Andrew Brace, né le 15 juin 1988 à Cardiff (pays de Galles), est un arbitre international irlandais de rugby à XV.

## Carrière de joueur
Andrew Brace a commencé à jouer au rugby à XV à Cardiff à l'âge de 12 ans puis plus tard au Old Crescent Rugby Football Club alors qu'il était chargé de développement au Munster Rugby.
De par son père belge, Brace a pu jouer au sein de l'équipe de Belgique de rugby à XV en 2012/2013 : il a participé à la victoire à la Coupe des Nations des Émirats 2012 et en première division du Championnat européen des nations 2012-2014. Brace a également joué pour l'équipe belge à sept.
Sa carrière internationale s'est terminée après avoir subi une série de blessures.

## Carrière d'arbitre
Il se tourne ensuite vers l’arbitrage où il exerce pendant les matches de la British and Irish Cup et le championnat irlandais. Le 3 avril 2015, il arbitre la finale de British and Irish Cup 2014-2015 entre Worcester Warriors et Doncaster Knights. Le 7 mai 2016, il arbitre la finale du championnat d'Irlande 2015-2016 entre Clontarf RFC et Cork Constitution RFC. Le 6 septembre 2015, Brace a fait ses débuts en Pro12.
Le 14 novembre 2015, Brace fait ses débuts en Challenge européen 2015-2016 avec le match de la phase de poules entre Gloucester et Zebre. L'année suivante, il arbitre la demi-finale de la même compétition en avril 2017 entre La Rochelle et Gloucester.
Il participe également au Tournoi des Six Nations des moins de 20 ans 2016 et au Championnat du monde junior 2016. En 2017, Brace devient arbitre international pour les test matchs et dirige en mai 2017 la confrontation entre l'Angleterre et les Barbarians puis en juin 2017, un match entre le Canada et la Géorgie.
Le 1er juillet 2017, Brace arbitre un match de qualification pour la Coupe du monde 2019 entre le Canada et les États-Unis et intervient comme juge de touche/arbitre assistant dans le Tournoi des Six Nations. Il est arbitre de touche à la Coupe du monde 2019.
Il arbitre deux matches du Tournoi des Six Nations 2021. En 2023, il est retenu par la fédération européenne de rugby pour la Coupe du monde 2023.